# Бранко Сбутега
Дон Бранко Сбутега (Котор, ФНР Југославија, 8. април 1952 — Доброта, Котор, Србија и Црна Гора, 27. април 2006) је био интелектуалац, лингвиста и жупник Цркве Св. Еустахија у Доброти.

## Биографија
Рођен је у верски мешовитој породици, од оца католика и мајке православке. Основну школу и гимназију је завршио у родном граду. Паралелно са гимназијом завршио је и музичку школу (свирао је виолончело, клавир и оргуље). Студирао је медицину у Београду, а теологију у Загребу, Бечу и Риму. За свештеника је заређен 15. јула 1979. у Цркви Госпа од Шкрпјела надомак Пераста. Жупник цркве у Доброти је постао 1982.

## Хуманитарни рад
Почетком деведесетих је у Падови основао центар за помоћ избеглицама из ратова на тлу бивше Југославије. По повратку у Котор 1996. године наставио је са хуманитарним радом. Запажен је и његов миротворни ангажман и промоција толеранције током година југословенске кризе у последњој деценији 20. века. Залагао се и активно учествовао у стварању независне Црне Горе. Познат је и као један од оснивача највећег фестивала озбиљне музике у Црној Гори ``КоторАрт``-а. Био је и велики заговорник заштите човекове околине. Ко-аутор је књиге Стара књижевност Боке. Књига Куросавин немир свијета објављена 2006, зборник је његових текстова и интервјуа.